# دانشگاه علوم پزشکی جهرم
دانشگاه علوم پزشکی و خدمات بهداشتی درمانی جهرم یکی از دانشگاه‌های دولتی ایران و تحت پوشش وزارت بهداشت، درمان و آموزش پزشکی واقع در شهر جهرم می‌باشد. این دانشگاه دومین دانشگاه علوم پزشکی برتر استان فارس است و در حال حاضر با سه دانشکده، شش مرکز تحقیقاتی و چهار بیمارستان با بیش از ۷۶۸ تخت بیمارستانی در شهرستان‌های جهرم و خفر به ارائه خدمات می‌پردازد. از این حیث، جهرم پس از شیراز به عنوان قطب گردشگری سلامت و پزشکی جنوب ایران شناخته می‌شود.

## تاریخچه
این دانشگاه در سال ۱۳۵۶ زیر نظر دانشگاه علوم پزشکی شیراز مصوب شد و در سال ۱۳۶۵ با پذیرش ۹۰ دانشجوی پزشکی و ۲۰ دانشجوی پرستاری شروع به فعالیت کرد. این دانشکده به دنبال ادغام با واحدهای بهداشتی-درمانی در سال ۱۳۷۳، دانشکده علوم پزشکی و خدمات بهداشتی درمانی جهرم نامیده‌ شد. دانشکده علوم پزشکی جهرم در سال ۱۳۷۵ از دانشگاه علوم پزشکی شیراز منفک شد و به‌صورت مستقل تحت نظارت مستقیم وزارت بهداشت درمان و آموزش پزشکی قرار گرفت. در سال ۱۳۸۶ دانشکده علوم پزشکی جهرم به دانشگاه علوم پزشکی جهرم ارتقاء یافت.
مجتمع پردیس دانشگاه در سال ۱۳۸۷ در زمینی به وسعت ۲۸ هکتار با ۱۲٬۵۰۰ متر مربع زیربنا افتتاح گردید. خوابگاه‌های بوستان، گلستان، بهارستان و شهید دانشپور، سالن ورزشی و استخر دانشگاه، پانسیون پزشکان، سلف سرویس مرکزی، بوفه، معاونت غذا و دارو، دانشکده پرستاری و پیراپزشکی، دانشکده پزشکی و ساختمان ریاست و معاونت‌های توسعه مدیریت و منابع، آموزشی، پژوهش و فناوری، دانشجویی و فرهنگی، غذا و دارو، درمان و بهداشتی، دانشگاه دراین مجتمع واقع شده‌است.

## دانشکده‌ها

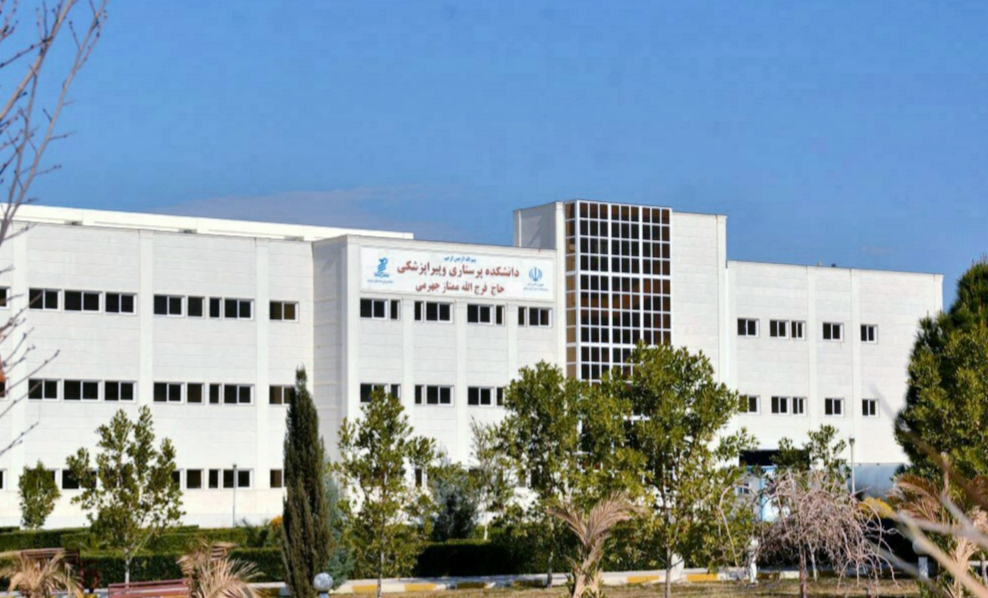
دانشکده‌های پرستاری و پیراپزشکی دانشگاه علوم پزشکی جهرم

این دانشگاه دارای سه دانشکده پزشکی ، پیراپزشکی و پرستاری و مامایی می‌باشد . 
- دانشکده پزشکی
- دانشکده پیراپزشکی
- دانشکده پرستاری و مامایی

## مراکز تحقیقاتی
- مرکز تحقیقاتی اخلاق پزشکی
- مرکز تحقیقاتی بیماری‌های غیرواگیر
- مرکز تحقیقاتی بیهوشی و کنترل درد
- مرکز تحقیقاتی سلامت و بیماری‌های زنان
- مرکز تحقیقاتی عوامل اجتماعی مؤثر بر سلامت
- مرکز تحقیقاتی بیماری‌های مشترک بین انسان و دام[۲]

## نشریات و همایش‌های علمی
مجله علوم پزشکی پارس و فصلنامه آموزش و اخلاق در پرستاری دو نشریهٔ فعال در دانشگاه علوم پزشکی جهرم هستند. تا کنون سه دوره همایش بین‌المللی با موضوع اخلاق در تولید مثل و شیوه‌های نوین درمان ناباروری در این دانشگاه برگزار شده‌است.
همچنین دانشگاه علوم پزشکی جهرم میزبان ششمین کنگره سالانه اخلاق پزشکی ایران و همایش ملی تحول نظام سلامت در حوزه معنویت بوده‌است.

## مرکز رشد فناوری سلامت

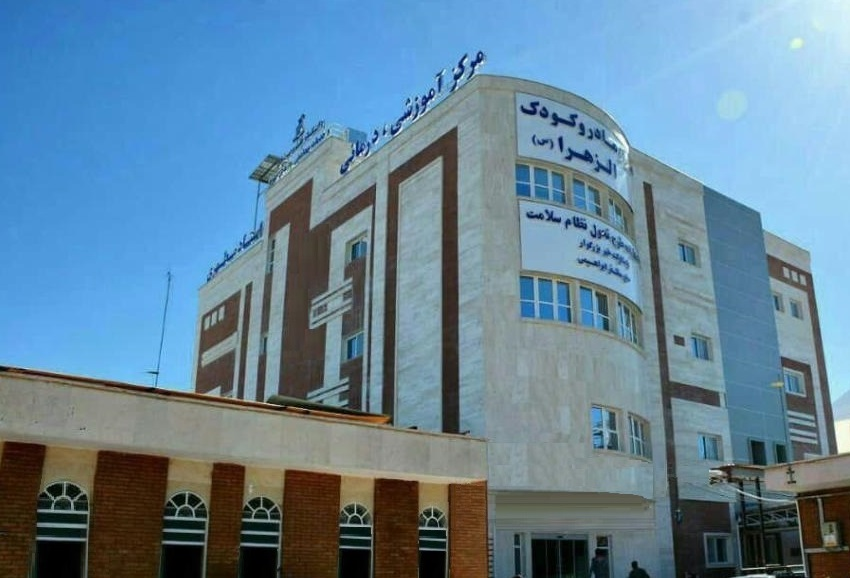
مرکز مادر و کودک الزهرا در بیمارستان استاد مطهری

مرکز رشد فناوری سلامت دانشگاه علوم پزشکی جهرم در تاریخ ۲۵ آبان ۱۳۹۳ به استناد رأی صادره در جلسه ۲۴۱ شورای گسترش دانشگاه‌های علوم پزشکی کشور تأسیس شد.
۱۳ شرکت مرتبط با حوزه سلامت در این مرکز فعالیت می‌کنند که ۸ شرکت در زمینه تجهیزات پزشکی، ۲ شرکت در زمینه فناوری اطلاعات، یک شرکت در زمینه تجهیزات آزمایشگاهی و یک شرکت نیز در زمینه گیاهان دارویی و طب سنتی هستند. مرکز استریل و اتاق تمیز تجهیزات پزشکی جنوب کشور تحت پوشش این مرکز در جهرم قرار دارند.

## نگارخانه
- دانشکده پزشکی در یک روز بارانی
- نمایی از پردیس دانشگاه
- حسینیه پردیس